# Musée de la ville de Tartu
Le Musée de la ville de Tartu est un musée à Tartu en Estonie.

## Présentation
Le musée a été fondé en 1955. 
Le musée est installé dans la maison de Catherine construite à la fin du XVIIIe siècle.
En 2015, le musée abritait environ 158 000 articles.
Le nom de l'exposition permanente du musée est "Dorpat. Yuryev. Tartu."
Le musée fait partie des musées de l'histoire de la ville de Tartu.

## Galerie

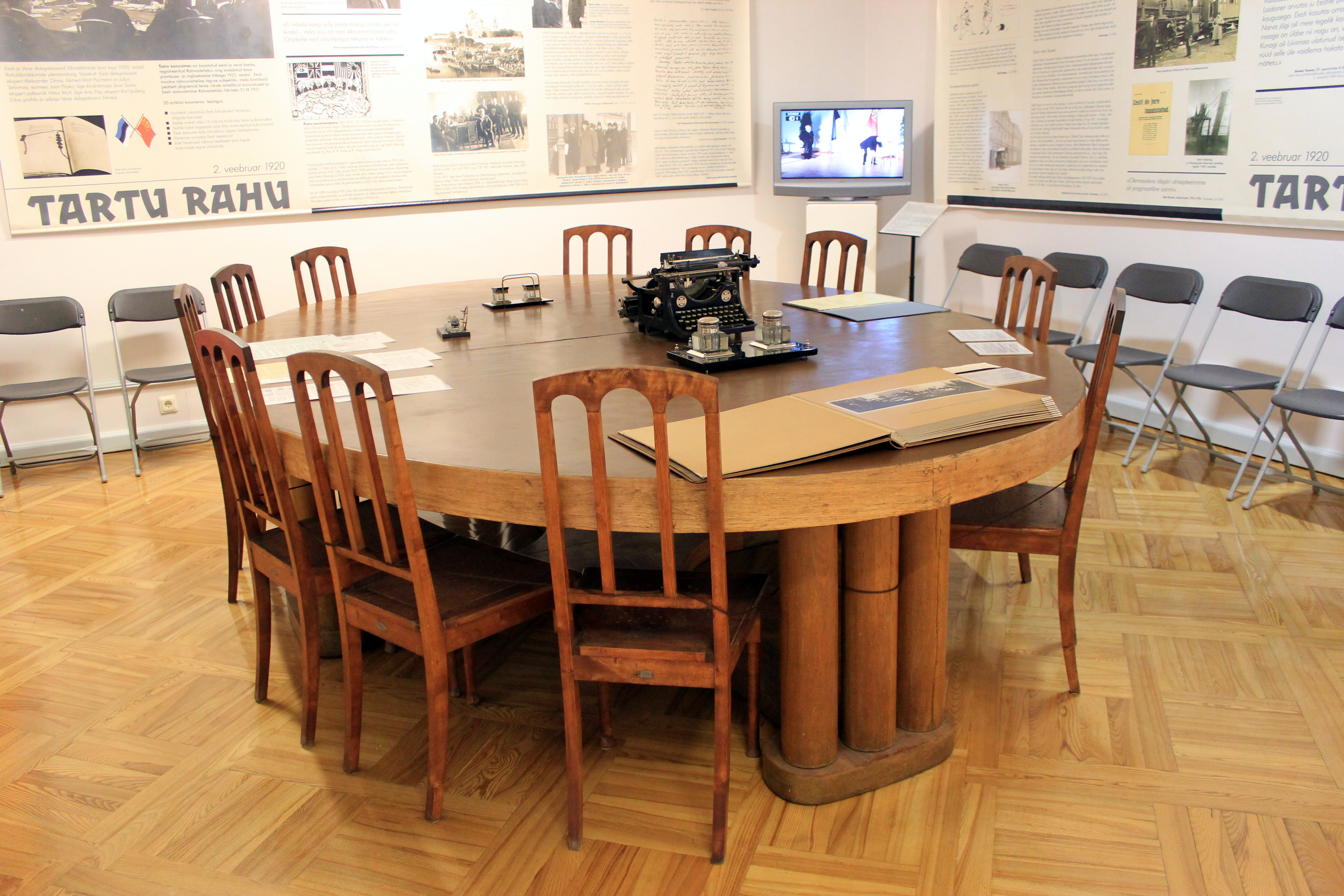
Table du traité de Tartu.